# Degradação de materiais por radiação
 Degradação de materiais por radiação  é um fenômeno físico resultante do efeito da radiação ionizante sob a matéria inerte.

## Causas
A degradação por danos oriundos de radiações podem ser de diferentes formas. Cada material reage especificamente a determinado tipo de radiação e também a determinadas energias, assim como cada tipo de radiação e energia do feixe incidente causam interações específicas nos materiais.
Radiações causadas por ondas eletromagnéticas localizadas na faixa do ultravioleta têm energias pequenas, da ordem da energia de ligação entre carbonos de cadeia linear. Para radiações mais energéticas (raios X, raios γ, Partículas β+ e β-) a energia é consideravelmente alta. Para essas radiações podem ocorrer raios X oriundos do frenamento e ionização do material. Porém insuficiente para causar danos significativos na estrutura de rede de materiais como ligas de aço e cerâmicas. A radiação oriunda de nêutrons, devido a sua alta energia e também ao valor elevado da massa do nêutron, pode causar efeitos estruturais nos materiais. Na tabela 1, estão indicados os tipos e características das diferentes radiações.
Tabela 1: Tipos de Radiação.
| Característica | Descrição                             |
| -------------- | ------------------------------------- |
| Ultravioleta   | 1nm < λ < 400nm                       |
| Raios X        | 103nm < λ < 10nm                      |
| Raios γ        | λ < 0,1nm                             |
| Partículas α   | 2 Prótons + 2 Nêutrons (núcleo de He) |
| Partículas β   | 1 elétron ou 1 pósitron               |
| Nêutron        | 0n1                                   |

A interação entre uma partícula de nêutron altamente energético (entre 10 e 100 KeV) e a rede de um sólido qualquer causa danos na ligação dos átomos à rede. Devido à alta energia e à alta massa, os átomos sofrem tipos de espalhamentos (Efeito Compton, espalhamento de Rutherford) e podem ejetar e arrancar um átomo de sua posição natural na rede, provocando dois efeitos na estrutura cristalina: Uma vacância onde o átomo estava localizado, e um interstício onde o átomo ejetado foi hospedado.
De uma maneira simples, a interação e os efeitos oriundos dela podem ser explicados e classificados de acordo com o tempo, o evento ocorrido e o resultado na estrutura de rede do material alvo. Nesse texto, será tratado apenas de radiação proveniente de partículas de nêutrons de alta energia, onde sua ocorrência é mais significativa em reatores nucleares. O primeiro átomo a ser ejetado e ser arrastado pelo nêutron é chamado de átomo primário arrastado (PKA, sigla do inglês Primary Knock-on Atom).
Após a primeira colisão, o nêutron ainda possui grande energia e pode ir colidindo com outros átomos até que ele se desacelere e perca a energia. Em cada colisão, se a energia do nêutron for suficientemente grande, ele pode interagir com outros átomos, arrastando-os e deslocando-os de sua estrutura de rede original. Esse tipo de interação chama-se “átomos de arrastamento de secundários".
Esse processo possui um efeito dominó, onde várias vacâncias e vários interstícios são gerados a partir de um único nêutron. Se suas energias forem muito altas após a colisão, os átomos deslocados também podem colidir com outros átomos e assim deslocá-los. Esses átomos recebem o nome de átomos de recuo. A Tabela 2 ilustra os eventos, os tempos após a colisão e também o resultado esperado. 
Tabela 2: Relação entre o tempo, o evento e o resultado a partir da radiação.
| Tempo  | Evento                                                  | Resultado                                               |
| ------ | ------------------------------------------------------- | ------------------------------------------------------- |
| 10-18s | Transferência de energia a partir da radiação incidente | Criação do PKA                                          |
| 10-13s | Deslocamento dos átomos da rede pelo PKA                | Deslocamento em cascata                                 |
| 10-11s | Dissipação da energia, recombinação espontânea          | Pares de Frenkel e defeitos no conjunto de átomos       |
| >10-8s | Reações: Defeitos por migração térmica                  | Recombinações, vacâncias, armadilhamentos, interstícios |

A Tabela 2 e o texto acima podem ser descritos em seis fases, ou eventos diferentes. Essas fases são os processos envolvidos na interação da radiação com o sólido. Ei-las:
1) Interação de um nêutron altamente energético com um átomo da rede.

2) Transferência de energia cinética para o átomo na rede, resultando no átomo primário arrastado (PKA - Primary Knock-on Atom);

3) Deslocamento do átomo de seu local natural da rede;

4) Passagem de cada átomo deslocado da rede e criação de outros átomos arrastados;

5) Produção de uma cascata de deslocamento (pontos de defeito criados pela PKA);

6) O encerramento do processo com a geração de defeitos no material.

## Efeito da Radiação em Metais
A radiação em metais provoca conjuntos de vacâncias e interstícios na estrutura de rede. Esses defeitos podem ficar agrupados e dificultar o escorregamento dos planos atômicos, quando o metal sofre deformação mecânica. Esse é um efeito similar a adicionar impureza numa estrutura de rede de um metal. Esses dois processos provocam mudanças nas propriedades macroscópicas nos metais. Geralmente, após a irradiação, a plasticidade e a ductilidade é diminuída, enquanto que a dureza é aumentada. Fatores como temperatura de trabalho, de forjamento, dureza, ductilidade podem variar conforme a taxa de fluência de nêutrons e a dose total no metal. Na Tabela 3, está mostrado o efeito da irradiação por nêutrons em metais.
Tabela 3: Efeito da radiação em Metais.
| Propriedade mecânica      | Efeito  |
| ------------------------- | ------- |
| Limite de escoamento      | Aumenta |
| Resistência à tração      | Aumenta |
| Percentual de alongamento | Diminui |
| Resistência à fadiga      | Diminui |
| Dureza                    | Aumenta |

## Efeitos sobre Polímeros
A interação da radiação sobre polímeros ocorre quando a energia da radiação é igual à energia de ligação dos átomos do polímeros. Dessa forma, só ocorre para determinadas energias. Os danos são irreversíveis. E habitualmente, são dois efeitos: quebra na cadeia e ligações cruzadas. 
Quando a energia é suficiente para quebrar a ligação por completo na cadeia de um polímero, os efeitos são a diminuição do módulo de Young, diminuição da dureza e perda de plasticidade.
Quando a energia da radiação promove apenas a quebra de uma ligação atômica acarretando na ligação cruzada, os efeitos são os seguintes: aumento do módulo de Young, aumento da fragilidade.

## Efeitos sobre Cerâmicas e Vidros
Materiais cerâmicos são resistentes para doses menores que 109 rads e fluência de nêutrons menores que 1019 n/cm². Para taxas de fluência e doses maiores ocorrem efeitos de deslocamentos atômicos na rede. Além disso, para cerâmicas a base de Boro e de Berílio forma-se Hélio oriundo da interação do nêutron com esses átomos. Materiais com esses dois elementos tem sua fragilidade aumentada quando irradiados com nêutrons.
Em vidros a base de borosilicatos ocorre o mesmo fenômeno: a formação de Hélio. O Hélio formado é em estado gasoso provocando aumento da fragilidade no vidro. 
Em vidros a base de silicatos ocorre o aumento da densidade, pois pelo fato de o vidro ser um material amorfo, os átomos atingidos ficam mais compactos, diminuindo o volume do vidro e assim aumentando sua densidade.

## Efeito sobre Semicondutores
Estruturas semicondutoras possuem estruturas de rede com átomos muito bem ordenados. A irradiação por nêutrons acarreta em vacâncias e interstícios. Que, por sua vez, provocam o aumento dos centros de recombinação provocando degradação da estrutura de rede e diminuindo o rendimento dos dispositivos. Além disso, dependendo da dose e do tempo da irradiação, pode provocar aquecimento na região irradiada. Isso é o mesmo que um tratamento térmico naquela região provocando difusão dos átomos daquela região para outras. Isso gera ilhas de defeitos degradando a estrutura de rede e, também, diminuindo o rendimento do semicondutor.